# 고은미
고은미(高恩美, 본명: 안은미, 1976년 7월 7일 ~ )는 대한민국의 배우이다. 1995년 혼성 3인조 그룹 티라비의 일원으로 가요계에 데뷔하였으며, 1996년에 시트콤 《남자 셋 여자 셋》을 통해 연기를 처음으로 시작했으며, 2001년에 KBS 2TV 일일연속극 《여자는 왜?》를 통해 정식으로 배우로 활동하기 시작했다.

## 학력
- 안양예술고등학교
- 서일대학교 연극영화학과

## 작품 목록

### 텔레비전 드라마
- 1996년 MBC 일일시트콤 《남자 셋 여자 셋》 ... 고은미 역
- 2001년 KBS2 일일연속극 《여자는 왜?》 ... 김은미 역
- 2002년 KBS2 일일연속극 《여고 동창생》
- 2003년 KBS1 대하드라마 《무인시대》 ... 후궁 순주 역
- 2005년 KBS1 TV 문학관 《메밀꽃 필 무렵》 ... 해연 역
- 2006년 KBS1 TV소설 《강이 되어 만나리》 ... 송영채 역
- 2006년 KBS1 저녁 일일연속극 《열아홉 순정》 ... 하수정 역
- 2006년 MBC 베스트극장 《국물있습니다.》 ... 선희 역
- 2007년 MBC 아침 일일연속극 《그래도 좋아!》 ... 서명지 역
- 2008년 MBC 아침 일일연속극 《하얀 거짓말》
- 2009년 SBS 주말극장 《천만번 사랑해》 ... 이선영 역
- 2010년 SBS 월화 미니시리즈 《나는 전설이다》 ... 오란희 역
- 2010년 SBS 주말극장 《웃어요, 엄마》 ... 황보미 역
- 2011년 KBS2 드라마 스페셜 《제 7요일》 ... 연희 역
- 2011년 MBC 아침 일일연속극 《위험한 여자》 ... 강유라 역
- 2013년 SBS 월화 미니시리즈 《황금의 제국》 ... 박은정 역
- 2014년 TV조선 화요 미니시리즈 《아내스캔들 - 바람이 분다》 ... 고은미 역
- 2014년 MBC 아침 일일연속극 《폭풍의 여자》 ... 도혜빈 역
- 2015년 웹드라마 《도대체 무슨 일이야?》 ... 유안나 역
- 2017년 MBC 저녁 일일연속극 《돌아온 복단지》 ... 홍란영 역 (우정출연)
- 2018년 KBS2 아침 일일연속극 《차달래 부인의 사랑》 ... 남미래 역
- 2018년 KBS W 수목 미니시리즈 《시간이 멈추는 그때》
- 2023년 MBC 저녁 일일연속극 《하늘의 인연》 ... 전미강 역

### 영화
| 연도 | 제목              | 배역           | 비고     |
| ---- | ----------------- | -------------- | -------- |
| 2001 | 킬러들의 수다     | 오영란         |          |
| 2006 | 이슬 후(後)       | 여고생1        |          |
| 2009 | 홍길동의 후예     | 최수영         |          |
| 2010 | 퀴즈왕            | 임연이         | 특별출연 |
| 2014 | 우리는 형제입니다 | 재연 젊은 승자 | 특별출연 |
| 2015 | 막걸스            | 김하정         |          |
| 2015 | 돼지 같은 여자    | 깔치 1         | 특별출연 |

### CF
- 청정원 감치미
- 2001년 오리온 초코칩쿠키 (지진희와 함께 출연)
- 프뢰벨 학습지
- 에드윈
- 2006년 현대캐피탈 프라임론 - 직장인을 위한 신용대출

## 음반
- 《티라비 - Hey! Henter》[1] (1995년)

## 수상 및 후보
| 연도 | 시상식         | 부문                       | 작품         | 결과 |
| ---- | -------------- | -------------------------- | ------------ | ---- |
| 2007 | MBC 연기대상   | 여자 신인상                | 그래도 좋아! | 후보 |
| 2011 | MBC 드라마대상 | 연속극부문 여자 우수연기상 | 위험한 여자  | 후보 |